# 恋のクッキーめしあがれ
『恋のクッキーめしあがれ』（こいのクッキーめしあがれ）は、神崎順子による日本の漫画作品。
『なかよし』（講談社）にて1976年3月号「恋のクッキーめしあがれ～たのしさ満点!ラブラブシリーズ第3弾～（2C）」に連載された。

## 書誌情報
- 恋のクッキーめしあがれ、初版発行日 1977年8月5日
  - 脚線美よ永遠に／小春おばさんは38年型／恋占いは危険信号／たまごシャンプー恋の味